# Александре Шаверзашвілі
Александре (Олександр) Васильович Шаверзашвілі (груз. ალექსანდრე ვასილის ძე შავერზაშვილი; 8 липня 1919, Тифліс — 2003) — радянський і грузинський композитор, музичний педагог, професор (з 1971). Кандидат мистецтвознавства (1951). Заслужений діяч мистецтв Грузинської РСР (1961). Заслужений діяч мистецтв Абхазької АРСР (1979). Народний артист Грузинської РСР (1982). Член Спілки Композиторів Грузії.

## Біографія
У 1943 році закінчив Тбіліську консерваторію. Учень Петра Рязанова (клас композиції), потім Андрія Баланчівадзе.
З 1947 року викладав у центральній музичній школі Тбілісі, в 1955—1986 роках викладав у Тбіліській консерваторії (з 1971 — професор, у 1968—1979 роках — завідувач кафедри композиції, з 1972 р. — проректор).
Серед його учнів — Важа Азарашвілі, Бідзіна Квернадзе, Д. К. Хаупа.

## Музичні твори
У своїх творах часто застосовував старовинні поліфонічні форми. Велике місце у творчості А. Шаверзашвілі займають твори на революційні та військово-патріотичні теми.
Автор чотирьох опер (у тому числі «Маріне» (постановка 1955, Театр опери і балету імені Паліашвілі); «До нового берега» (постановка 1967), обидві — Тбілісі, «Цар Едіп» (постановка 1965 році в концертному виконанні, Великий зал Тбіліської консерваторії), «Княжна Майя» (1966);
- оперета «Маневри» (1958, Тбіліський театр музичної комедії);
- балет «Елгуджа» (1943)
- вокально-симфонічні твори, в тому числі циклу «Таємний голос» на слова Н. Бараташвілі (1977);
- для оркестру — трьох симфоній (1945—1976) ;
- симфонічна поема «Каджеті» (1948),
- симфонічна картина «Мктварі» (1958);
- музика до драматичних спектаклів тощо.
- камерно-інструментальні ансамблі — для скрипки з фортепіано: соната (1950), соната-фантазія (1974), сонати для віолончелі з фортепіано (1970), для флейти з фортепіано (1979), трьох фортепіанних тріо (1952, 1968, 1979), двох струнних квартети (1954, 1960), фортепіанний квінтет (1955); для фортепіано — соната (1975), 24 прелюдії (1960); для голосу з фортепіано — вокальні цикли: Мої друзі прикордонники (слова І. В. Лашкова), Вірші про війну (сл. А. В. Безименського і В. С. Давидовича; всі — 1970),
- романси на вірші Олександра Пушкіна, Михайла Лермонтова, Миколи Бараташвілі, Олександра Казбегі.

## Нагороди
- Орден «Знак Пошани»
- Заслужений діяч мистецтв Грузинської РСР (1961).
- Заслужений діяч мистецтв Абхазької АРСР (1979).
- Народний артист Грузинської РСР (1982).
- Нагороджений срібною медаллю імені А. В. Александрова.